# Distrikt Pillpinto
Der Distrikt Pillpinto liegt in der Provinz Paruro in der Region Cusco in Südzentral-Peru. Der Distrikt wurde am 11. Dezember 1963 gegründet. Er besitzt eine Fläche von 78,4 km². Beim Zensus 2017 lebten 1089 Einwohner im Distrikt. Im Jahr 1993 lag die Einwohnerzahl bei 1645, im Jahr 2007 bei 1325. Die Distriktverwaltung befindet sich in der etwa 2866 m hoch gelegenen Ortschaft Pillpinto mit 577 Einwohnern (Stand 2017). Pillpinto liegt am linken Flussufer des Río Apurímac 23 km südsüdöstlich der Provinzhauptstadt Paruro.

## Geographische Lage
Der Distrikt Pillpinto befindet sich im Andenhochland im südlichen Osten der Provinz Paruro. Der Río Apurímac fließt entlang der östlichen Distriktgrenze in Richtung Nordnordwest.
Der Distrikt Pillpinto grenzt im Westen an den Distrikt Accha, im Nordwesten an den Distrikt Colcha, im Osten an den Distrikt Acos (Provinz Acomayo) sowie im Süden an den Distrikt Omacha.

## Ortschaften
Neben dem Hauptort gibt es folgende größere Ortschaften im Distrikt:
- Taucabamba (293 Einwohner)